# Баунті (Пікар)
Баунті (The Bounty) — шоста серія третього сезону американського телевізійного серіалу «Зоряний шлях: Пікар». Сценарій епізоду написав Крістофер Монфетт, режисував Ден Лю. Перший показ відбувся 23 березня 2023 року.

## Зміст
«Титан» обдурив Вадік, і до Дня Фронтиру залишилося менше 72 годин. Наказавши знищити нерозмуного, який наважився вказати на це, Вадік вимагає від своєї команди перевірити еквівалент інтернету 25-го століття на наявність усіх відомих соратників Пікара, щоб дізнатися, куди він рушив.
Беверлі провела кілька сканувань Джека після його попередніх зізнань. Вона підтвердила, що у Джека синдром Ірумода, той самий, що мав Пікар — і від чого він власне й помер. Хоча в його випадку це не розблокувало надпотужну злу сторону. Джек, який випиває в голодеку, скаржиться на спадок Пікара.
Ворф і Раффі переміщуються на борт «Титана» й разом з екіпажем розробляють та виконують план проникнення на станцію Дейстрома. Відбуваються дві великі важкі зустрічі: одна між Ворфом і екіпажем «Ентерпрайза» й трохи менш весела — між Раффі і Сьомою, які небажано розлучилися. Вони представляють свій план потрапити на станцію Дейстром, і Райкер вирішує приєднатися до них. На вторгнення у них буде щонайбільше година. «Титан» змушений тікати після прибуття кораблів Зоряного флоту.
Пікар шукає допомоги у Джорді Ла Форжа, свого колишнього головного інженера, а тепер коммодора, який відповідає за музей Зоряного флоту, він працює над секретним проєктом.
На борту станції Дейстром Райкер, Ворф і Раффі прокладають шлях до центрального мейнфрейму під спостереженням наддосконалого захисного штучного інтелекту. Шлях прокрадає енсін Лафорж. ШІ містить дані Моріарті, щоб уповільнити їх.
Пікар наказує відправити корабель до системи Атан, де Зоряний Флот зберігає свій музей флоту, яким зараз керує коммодор Джорді Ла Форж. Хоча він радий бачити своїх друзів, Джорді засмучений новиною про те, що його сім'я опинилася в небезпеці, і відмовляється приєднатися. Тим часом Джек і Сьома оглядають кораблі Музею — оригінальний клас «Конституція» «Нью-Джерсі»; капітана Кірка NCC-1701-A; корабель «USS Defiant»; «HMS Bounty», клінгонські зорельоти «Bird-of-Prey» — захоплені Кірком у 2285 році; і USS «Voyager» NCC-74656, де Сьома із Дев'яти знайшла свою першу родину. Це відбувається перед тим, як Джек щось придумає, і він запитує Сідні та її сестру Аландру, чи не зацікавлені вони в дрібній крадіжці. Потім Пікар і Ла Форж здивовані, коли у «Титана» раптово виникає плащ-невидимка.
Моріарті зізнається, що у нього в голові застрягла мелодія. Райкер, затятий музика, впізнає це як «Pop Goes the Weasel» і згадує, як він насвистував її Дейті під час першої місії «Ентерпрайза». У центральному ядрі станції вони знаходять ще одного синтетичного голема: Дейстром Андроїд M-5-10, останню роботу Алтана Ініго Сунга, який зазнав аварії. Сунг стверджує, що додав кілька особистостей — Дейту, Лора, Лала, Б-4, себе та інших — в андроїд, який також коригується як мудрістю, так і віковою зовнішністю. Голем — це не лише наддосконалий захисний штучний інтелект, він також є процесором станції і знає, що вкрали мінливці. Райкер вирішує повернути андроїда разом із ними, навіть незважаючи на те, що особистості не зовсім точно інтегровані.
Оснащений клінгонським маскувальним пристроєм, викрадений Джеком і доньками Ла Форжа Сідні та Аландрою, екіпаж повертається до Дейстрома, де вони повертають абордажну команду (без Райкер, який був захоплений), разом із андроїдом.
Коли Ла Форж працює, щоб стабілізувати маскувальний пристрій, «Титан» повертається на станцію Дейстром, а Ворф, Раффі та синтет повертаються додому, їхня місія виконана. Джек знову зустрічає Пікара дещо більш компліментарним тоном: хоча він знає, що отримав деякі погані гени від свого батька. Він також навчився визнавати, що його хоробрість, вірність і проникливість також походять від батька.
Пікар розмовляє з андроїдом Дейстром і йому вдається пробудити особистість Дейти. Дані показують, що мінливці вкрали оригінальне мертве органічне тіло Пікара.
Джорді вдається реактивувати свого найкращого друга. Хоча це не Дейта, від нього тепер лише один голос із багатьох, йому вдається пояснити, за чим прийшли метаморфи: за тілом Пікара.
Райкера доставляють на борт «Терняка», де він возз'єднується зі своєю дружиною Діанною Трой, яку також викрала Вадік. Райкер залишився, щоб утримувати лінію зв'язку, і був затриманий інгібітором транспорту. Вадікона забирає його в надра «Терняка». Райкер сміється над думкою, що він зрадить своїх друзів. Але Вадік уточнює, що вона погрожує не його друзям — а Діанні.
Ви маєте знати — я зараз віддаю перевагу пацифізму а не бойовим діям.
Ми всі помремо

## Створення
Музичну тему до серіалу написав Стівен Бартон

## Сприйняття та відгуки
На сайті «Rotten Tomatoes» епізод отримав 100 % підтримки на основі відгуків 6 критиків.
В огляді «StarTrek.com» зазначалося: «Зоряний шлях: Пікар», «Баунті», який зараз перебуває в бігах, Пікар і екіпаж скелетів USS «Titan» повинні проникнути на найсекретніший об'єкт Зоряного флоту, щоб викрити змову, яка може знищити Федерацію. Пікар повинен звернутися до єдиної душі в галактиці, яка може допомогти — старого друга."
В огляді «Den of Geek» серію оцінено у 5 зірки з 5 та зазначено: "Третій і останній сезон «Зоряного шляху: Пікар» нарешті збирає славетну групу разом у «The Bounty». І, напевно, нікого не здивую, це найкращий епізод сезону. Це правда, більша частина цієї години є чистою послугою для шанувальників і містить елементи, які, здається, присутні без жодної причини, крім того, що вони надзвичайно порадують тих, хто любив «Зоряний шлях: Наступне покоління». Але важко сперечатися з тим, що класика просто грає хіти, коли вони виконуються з таким запалом і серцем. Особливо, коли вони так плавно інтегровані в ширшу історію, яку розповідає сезон. Від уповільненої панорами багатьох найвідоміших зоряних кораблів «Зоряного шляху», включно з «USS Enterprise» капітана Кірка та колишнім домом Сьомої, «USS Voyager», до включення реальних кадрів «Наступного покоління», є багато моментів, які захоплять навіть найпростішого фаната. Але Пікар, на щастя, насправді робить усе можливе, щоб зробити ці моменти як наративно, так і емоційно значущими. Наприклад, у той час як кліп із серії «Зустріч у Фарпойнті» та включення голограми Моріарті є захоплюючими моментами для давніх глядачів, вони також є важливими покажчиками того, що Дейта, як і Ворф, Райкер та Раффі знаходять на станції Дейстром, пов'язані з дані, які колись знали команди «Next Generation».
«TV Tropes» здійснює детальний розбір аналогій, неспівпадінь та недоречностей епізоду.
Лорі Ольстер з «TrekMovie.com» зазначено: «У попередніх сезонах були спроби пограбування, але цей був, безумовно, найуспішнішим. Новий тон повернув частину гумору, якого не було в попередньому епізоді, особливо в кумедній команді Райкер/Ворф. Навіть із посиленими нотками ностальгії, епізод об'єднує чудові ритми персонажів, особливо від деяких нових молодих людей. Усі ці історії персонажів пов'язані воєдино, спираючись на сезонну тему сім'ї та зв'язок із певним дослідженням значення спадщини. Це було підкріплено сильними виступами батьків: „Пікар“ Патріка Стюарта, „Джорді“ Левара Бертона та несподівана поява Брента Спінера в ролі Алтана Сунга. Бертон справді змусив чекати, поки він нарешті з'явиться, того вартий, насолоджуючись більш досвідченим зрілим сім'янином Джорді як останнім персонажем, який вступив у конфлікт із Пікаром, перш ніж повернутися разом у гармонії, пам'ятаючи їхній основний зв'язок, і в Справа Джорді, його більш ризиковане молоде я. Ми отримуємо востаннє бажане повернення з Мариною Сіртіс фактично в одній кімнаті із Джонатаном Фрейксом для карколомно короткої зустрічі. Знадобилося шість епізодів, але це був правильний підхід, щоб повернути всіх шести давніх персонажів „Еаступного покоління“. Однак, швидше за все, знадобиться до останніх кількох епізодів, щоб отримати їх усіх в одній кімнаті.»
На сайті «IMDb» станом на лютий 2023 року епізод отримав 9.0 з 10 зірок схвалення при 4800 голосах.

## Знімались
| Актор             | Роль                                                  |
| ----------------- | ----------------------------------------------------- |
| Патрік Стюарт     | Жан-Люк Пікар                                         |
| Джері Раян        | Сьома-з-Дев'яти                                       |
| Мішель Герд       | Раффі Музікер                                         |
| Ед Спелірс        | Джек Крашер                                           |
| Левар Бертон      | Джорді Ла Форж                                        |
| Майкл Дорн        | Ворф                                                  |
| Джонатан Фрейкс   | Вілл Райкер                                           |
| Гейтс Макфадден   | Беверлі Крашер                                        |
| Марина Сіртіс     | Діана Трой                                            |
| Брент Спайнер     | Дейта {{ВРолях\|Деніел Девіс\|\|[[Професор Моріарті}} |
| Тодд Стешвік      | Ліам Шоу                                              |
| Аманда Пламмер    | Вадік                                                 |
| Ешлі Шарп Честнат | Сідні Ла Форж                                         |
| Міка Бертон       | Аландра Ла Форж                                       |
| Стефані Чайковскі | Т'Він                                                 |
| Джозеф Лі         | Мура                                                  |
| Джин Малей        | Есмар                                                 |